# 一家之主 (電影)
《一家之主》（英語：Reclaim）是一部2022年的臺灣劇情片，王希捷導演的首部長片電影，由鮑起靜、寇世勳、柯佳嬿、陸弈靜、李淳、曹蘭、孫國豪、于家安領銜主演。
2022年7月6日，Netflix拿下本片在串流平臺上的播放權，並宣布本片將於同年8月6日全球獨家上架。

## 演員
| 演員   | 飾演角色 |
| ------ | -------- |
| 鮑起靜 | 葉蘭心   |
| 寇世勳 | 羅大偉   |
| 柯佳嬿 | 羅家寧   |
| 陸弈靜 | 詹桂香   |
| 李淳   | 李冠廷   |
| 于家安 | 孫勤方   |
| 曹蘭   | 羅珍妮   |
| 孫國豪 | 林育誠   |

## 外部連結
- 《一家之主》的Facebook粉絲專頁 （页面存档备份，存于）
- 《一家之主》的官方網站
- IMDB上《一家之主》的資料
- 豆瓣電影上《一家之主 （页面存档备份，存于）》的資料
- Yahoo奇摩電影上《一家之主 （页面存档备份，存于）》的資料
- 開眼電影網上《一家之主 （页面存档备份，存于）》的資料